# Iva Tratnik
Iva Tratnik, slovenska umetnica, * 1980, Celje, Slovenija.
Akademska slikarka Iva Tratnik je leta 2006 diplomirala in leta 2012 magistrirala iz slikarstva na Akademiji za likovno umetnost in oblikovanje Univerze v Ljubljani, danes pa se kot samozaposlena v kulturi preizkuša in uveljavlja v različnih umetniških praksah, tako doma kot v tujini. Leta 2015 kot ena izbranih ustvarjalk zastopa Slovenijo na milanskem Expu. Ustvarja velika oljna in akrilna platna, kolaže, portrete, skulpture, tekstilije, risbe in instalacije v različnih medijih, najraje iz recikliranih materialov. Vse pogosteje nastopa v performansih in butoh/sodobnih plesnih predstavah, v katere včasih poseže tudi kot scenografka in kostumografka.

## Likovna dela
Za njena barvita dela so značilni veliki formati ter telesna, fantazijska in simbolna motivika. Ida Hiršenfelder opaža, da Tratnikova »nenehno išče načine, kako bi na obrnjen način brala samoumevne stvari, izpostavila neopazne podrobnosti ali slikala lepoto tistega, kar se zdi grdo«, Vid Lenard njena dela opiše kot »transgresivna« , Petra Kapš pa ob razstavi Veščin prah ugotavlja, da »s svojimi deli razpre drugačno izkušnjo ob zaznavanju in doživljanju slik, aktivira čutno dimenzijo estetske izkušnje. Njenih slik ne zaznavamo le skozi distanco pogleda, ampak skoz spomin telesa ob dotikanju površin«.
Ena do zdaj odmevnejših razstav, nastala v plodnem in nenavadnem, sočasno zastavljenem sodelovanju z Markom Jakšetom, je bila po predstavitvi v Kibli leta 2011 izjemno učinkovito umeščena tudi v Kazemate na Ljubljanskem gradu: »V platno sta 'skupaj skočila in zaplavala', piše v spremni besedi k razstavi. Čeprav ima Iva raje ploskev, odprte površine, ki dihajo, Marko pa spretno modelira, gradi prostor, kopiči simbole in jih prepleta v težko razumljive vsebinske sklope, sta se razumela. [...] 'Dala mi je vedeti, kdaj je preveč; potem je lahko sledil tudi napad na sliko. Sam sem delal neki detajl, ga zmodeliral, da je bil ves okrogel in plastičen, potem pa ga je ona kar preslikala ...'«, povzame Jakšeta Vesna Teržan. Vladimir P. Štefanec zapiše, da »njune motivne svetove druži nekakšna 'plemenita bizarnost'«, Petra Kapš pa opaža soočenost »z neskončnimi možnostmi opazovanja, neštetimi detajli in njihovimi korespondencami, nabito in kompleksno likovno naracijo, ki se pregiba med metaforičnostjo, simbolnostjo in simulacijo«.

## Ples in performans
Ustvarjanje Ive Tratnik se iz likovne preliva tudi v plesno umetnost. Plesala je v predstavah in intervencijah Fičo Baleta, kot butoh plesalka je nastopila v več predstavah Jeana Daniela Frickerja, nastope pa občasno tudi likovno opremi oziroma plesna dejavnost dopolni njene razstave. V domačem Celju je samostojno ali v začasnem kolektivu SIVA (s performerko Andrejo Džakušič in umetnikom Simonom Macuhom) izvedla nekaj performansov, ki so »zbujali nelagodje v javnem prostoru« s preverjanjem, »do kolikšne mere je človek vpet v naprej določene vloge in funkcije«.
Rada pritegne občinstvo, da se interaktivno vklopi v dogajanje, tako denimo v glasbeno-kulinaričnem performansu Tabla, pri katerem je prostor vizualno nastavila in ga prepustila obiskovalcem; kot je zapisal Brane Piano: »Po eni strani si želi tako svoje ustvarjanje čim bolj približati gledalcu in demistificirati ustvarjalni proces, po drugi strani pa se s tem izmika umetniškemu izdelku kot oprijemljivemu produktu, saj v današnjem času ta nima več prave vrednosti in v ospredje postavlja dogodek sam«.

## Samostojne razstave
- Telesa (olja na platnu), Monokel, Ljubljana, ?
- Bojni ples za zbombardirano luno (v sodelovanju z Markom Jakšetom), Galerija sodobne umetnosti Celje, Kibla Maribor in Ljubljanski grad, 2010–2011[10],[11],[12]
- Obleka ... človeka (s skupino SIVA), Likovni salon Celje in festival Performansa, Reka, Hrvaška, 2010–2011[13]
- Veščin prah, Galerija Plevnik – Kronkowska, Celje, 2011[14]
- Tabla (instalacija), Likovni salon Celje, 2012 in Sarajevska zima, Sarajevo, Bosna in Hercegovina, 2013
- Pobeg: Imaginarna džungla, Galerija Plevnik – Kronowska, Celje, 2015
- Blanche: Imaginarna džungla (dve različni postavitvi), Atelje Galerija, Ljubljana, 2015
- Sliki v slovenskem paviljonu Expa, Milano, Italija, 2015
- Zgoraj Kun, spodaj Xun: anatomski transbestiarij, Galerija Škuc, 2019

## Skupinske razstave
- Iskanja 2010 (likovna razstava kolonije v Žički kartuziji), Kulturno društvo Svoboda osvobaja, 2010[15]
- Okus po slikarstvu, 16/16, Galerija Equrna, Ljubljana, 2011[16]
- Forever Young, somentorstvo pri razstavi gimnazijcev Umetniške gimnazije Celje, Galerija sodobne umetnosti Celje, 2011
- Lepo slikarstvo je za nami (Umetnost zmeraj zmaga/Terminal 12), Maribor 2012 – Evropska prestolnica kulture in Francoski inštitut Charles Nodier, Umetnostna galerija Maribor, 2012[17],[18]
- Umetnost sanjarjenja, Galerija Miklova hiša, Ribnica, 2012[19]
- Pesmi v zraku, Galerija sodobne umetnosti Celje, 2013
- Materialnost, KIBLA Portal, Maribor, 2013[20],[21]
- Pogled 7, Popolnoma sveže, Galerija Božidar Jakac, Kostanjevica, Koroška galerija likovnih umetnosti Slovenj Gradec, Center sodobnih umetnosti Celje, Mestna galerija Nova Gorica, 2014–2015[22],[23],[24]

## Drugo
- Kaj ima ženska pod krilom (plastična čipka, kovinska konstrukcija, glina, krzno, gorilnik, vrečke z vodo, 300 x 300 x 250 cm), Festival Vstop prost, Seks v mestu, Celje, 2007
- Štirje elementi, ples v butoh predstavi Ryuza Fukuhare, 2007
- Komentar na kip Karle Bulovec, Festival Vstop prost, Celje, 2008
- Buto-Noise 1, Festival Vstop prost, Celje, 2010
- Expanded Cirkulacija 2, Sajeta 2010[25]
- McButo (performans skupine SIVA), Celje, 2011[26]
- Trg, ples pri plesni predstavi Fičo Baleta, 2010[27],[28],[29]
- Veronika – dve minuti do polnoči, sodelovanje pri intervenciji v javni prostor, Galerija Račka, Celje, 2011
- Femme(s), ples in risba pri butoh plesni predstavi, Arles sur Tech, Francija, 2012
- Totally: izbor risb pod taktirko Belega sladoleda, prispevek v knjigo risb in ilustracija v reviji Polet, 2012
- Solitudes, ples pri butoh plesni predstavi, Gradec, Avstrija, 2012–2013
- Hodim za tabo in gledam te: vodstvo – instalacija – performans, sodelovanje pri ženskem zemljevidu mesta v okviru Mesta žensk, Ljubljana, 2013[30]
- Dekonstrukcija jote, ilustracija članka Klemna Koširja v prilogi  Dela Polet, 2013[31]
- La Femme Inconnue, ples pri predstavi Jeana Daniela Frickerja, Contagiarte, Porto, Portugalska, 2013[32]
- Parados, portreti pri plesni predstavi Fičo Baleta, 2013
- Platforma RADAR, sodelovanje pri vzpostavitvi enodnevne sonarno-rezonantno umetnostne galerije/radijske postaje Radia Študent v privatnih prostorih meščanskega stanovanja, namenjene opozarjanju na usihanje javnih prostorov, gentrifikaciji in krčenju umetniškega in nočnega programa za mlade, 2014[33]
- Ombres Internes, ples pri butoh plesni predstavi, Pariz, Francija, 2014
- Prisotnost, happening Gorana Bogdanovskega, sodelovanje z razstavo slik, Studio Vižmarje, Ljubljana, 2014 [34]
- Eksperimentalno gibalna delavnica izvajanja giba iz slike Max Ernst, 16. festival urbanih umetniških intervencij, akcij, performansov in instalacij Vstop prost, Celje, 2015[35]

## Objave v medijih
- Hiršenfelder, Ida: Ustvarjalni bojni ples dinamične slike (Dnevnik, 31. 1. 2012)
- Kapš, Petra: Oblačila skoz umetniško raziskavo[mrtva povezava] (Večer, 28. 1. 2011)
- Kapš, Petra: Umetniška svoboda v duetu[mrtva povezava] (Večer, 11. 2. 2011)
- Kapš, Petra: Haptično izkustvo slik[mrtva povezava] (Večer, 19. 4. 2011)
- Kocutar, Anja Ajda: Iva Tratnik: "Risba je urjenje v omejevanju." (Koridor, 14. 3. 2016)
- Kraner, Kaja: Manifestična materialnost? Arhivirano 2015-07-12 na Wayback Machine. (Večer, 8. 5. 2013)
- Lenard, Vid: Mojstrsko upodabljanje pošastnosti sodobnega (Dnevnik, 20. 6. 2011)
- Lenard, Vid: Nenavadni pragozd likovnih poetik (Dnevnik, 30. 1. 2012)
- Piano, Brane: Preden se odplazimo, preden nas izbrišejo (Delo, 29. 5. 2012)
- Piano, Brane: Komemoracija za kulturo (Delo, 23. 12. 2013)
- Piano, Brane: Napol nazaj v galerijo (Delo, 12. 6. 2015)
- Pirc, Metka: Celjske umetniške intervencije[mrtva povezava] (Večer, 22. 12. 2011)
- Puncer, Mojca: Angažirane artikulacije urbanega javnega prostora (Dnevnik, 24. 5. 2010)
- Štefanec, Vladimir P.: Ujetost med utvare in obsojenost Arhivirano 2015-07-12 na Wayback Machine. (Delo, 11. 6. 2011)
- Šutej Adamič, Jelka: Kako likovni umetniki pridejo do svojih »pet minut« Arhivirano 2015-07-12 na Wayback Machine. (Delo, 6. 3. 2014)
- Teržan, Vesna: Marko Jakše, slikar (Mladina, 17. 3. 2011)
- V. U.: Iva Tratnik, Marko Jakše Arhivirano 2015-07-12 na Wayback Machine. (Delo, 28. 1. 2011)